# 網垵澚
網垵澚，又名網按澚，是澎湖自清治時期至日治初期的一個行政區劃，其範圍即今澎湖縣的望安鄉南部及七美鄉全部。
網垵澚北邊為水垵澚，其餘各邊瀕海。

## 管轄街庄鄉
網垵澚共轄6個鄉：
- 今望安鄉境內：網垵鄉、將軍澚鄉、西吉嶼鄉、嶼坪鄉、東吉嶼鄉
- 今七美鄉境內：大嶼鄉